# Festival international du film de Locarno 2005
Le Festival international du film de Locarno en 2005 (58e festival) s'est déroulé du 3 au 13 août 2005. Un hommage a été rendu à Orson Welles.

## Jury
- Président du jury : Vittorio Storaro
- Membres du jury : Valerio Adami, Niki Karimi, Linda Myles, Tsai Ming-liang, Richard Schlagman et Aparna Sen

## Palmarès
- Léopard d'or : Nine Lives de Rodrigo García  États-Unis
- Prix spécial du jury : Un couple parfait de Nobuhiro Suwa avec Valeria Bruni Tedeschi et Bruno Todeschini
- Mention spéciale : L'Accordeur de tremblements de terre (The Piano Tuner of Earthquakes) des frères Quay  Royaume-Uni -  France -  Allemagne
- Léopard de bronze du meilleur rôle masculin : Patrick Drolet dans le film La Neuvaine de Bernard Émond  Canada
- Léopard de la meilleure interprétation féminine pour l’ensemble de la distribution féminine  (Glenn Close, Holly Hunter, Sissy Spacek...)
- Léopard d'honneur : Abbas Kiarostami et Wim Wenders